# Adélie Cove
Die Adélie Cove ist eine 1,5 km breite und 2,5 km lange Seitenbucht der Terra Nova Bay an der Scott-Küste des ostantarktischen Viktorialands. Sie liegt am Rand der Northern Foothills.
Teilnehmer einer von 1959 bis 1960 durchgeführten Kampagne der New Zealand Geological Survey Antarctic Expedition entdeckten und benannten sie. Das New Zealand Antarctic Place-Names Committee nahm diese Benennung am 16. November 1989 offiziell an.